# 王睿 (中国のサッカー選手)
王 睿（おう えい、1993年4月24日 - ）は、青島海牛足球倶楽部に所属する中華人民共和国のサッカー選手。

## 経歴
2004年に方鏡淇と監督の袁弋と共に、広西金嗓子青少年倶楽部に所属。2006年には年齡が若かったため、東莞南城に移籍し、このチームでプロデビューを果たす。
その東莞南城で活躍した選手であるが、同チームが中国甲級へ昇格出来なかったため、中国超級の広州恒大へ移籍。同チームからレンタル移籍で改名した元所属チームである梅県客家へ出向いた後に、青島海牛へとレンタル移籍している。

## 代表歴
2014年アジア競技大会に出場するU-23中国代表のメンバーに選出された。